# Beach Soccer Worldwide
Beach Soccer Worldwide (BSWW) es la organización responsable de la fundación y del crecimiento del deporte Fútbol de playa. En 1992, se crearon las bases del reglamento del juego y un evento piloto organizado por los socios de BSWW.
Los socios fundadores de BSWW codificaron las reglas del fútbol playa en 1992, y BSWW, como se la conoce hoy en día, se fundó oficialmente a fines de 2000 como una institución singular para desarrollar el deporte y organizar competiciones internacionales de fútbol playa en todo el mundo, principalmente entre seleccionados nacionales. La empresa es reconocida por desempeñar el papel más importante en ayudar a establecer las reglas del fútbol playa, difundir y desarrollar el deporte en todo el mundo, como lo citó la FIFA, que asumió el estatus de organismo rector del deporte de BSWW en 2005. Después de establecer las regulaciones clave del deporte, la FIFA reconoció el marco de BSWW, convirtiendo sus reglas en las leyes oficiales del fútbol playa y ahora las controla y cualquier modificación.
Hoy, bajo el reconocimiento de la FIFA, BSWW sigue siendo la principal organización que organiza torneos de fútbol playa y su desarrollo (con la asistencia de la FIFA) en todo el mundo, principalmente en Europa, incluida la Euro Beach Soccer League, los eventos de la gira de exhibición de BSWW y otros, habiendo involucrado a más de 110 equipos nacionales en el deporte, así como competiciones de clubes recién fundadas. Sus fundadores también establecieron los Campeonatos Mundiales de Fútbol Playa; BSWW creó una asociación con la FIFA, FIFA Beach Soccer S.L., en 2005 para administrar el torneo como la recién nombrada Copa Mundial de Fútbol Playa de FIFA, el único torneo internacional importante de fútbol playa en cuya organización BSWW no participa, pero que es toda la gestión de la FIFA.
Los miembros de la organización sirven en el Comité de Fútbol Playa de la FIFA.
Los primeros partidos internacionales se jugaron en 1993 para los hombres y en 2009 para las mujeres. Ahora (julio de 2023) 193 hombres / 64 mujeres de clubes y 101 hombres / 23 mujeres de selecciones nacionales están clasificados en el ranking mundial.

## Miembros asociados
|    | Confederación                                                          | Región                             |
| -- | ---------------------------------------------------------------------- | ---------------------------------- |
| 1. | Confederación Asiática de Fútbol (AFC)                                 | Asia                               |
| 2. | Confederación Africana de Fútbol (CAF)                                 | África                             |
| 3. | Confederación de Fútbol de Norte, Centroamérica y el Caribe (CONCACAF) | América del Norte, Centro y Caribe |
| 4. | Confederación Sudamericana de Fútbol (CONMEBOL)                        | Sudamérica                         |
| 5. | Confederación de Fútbol de Oceanía (OFC)                               | Oceanía                            |
| 6. | Unión Europea de Asociaciones de Fútbol (UEFA)                         | Europa                             |

## Torneos organizados
La BSWW organiza y participa en muchas competiciones diferentes; los siguientes son eventos regulares que están en curso:
Rol asesor:
- Copa Mundial de Fútbol Playa de FIFA

Aportes considerables, con la participación de las confederaciones, bajo la supervisión de la FIFA:
- Copa Asiática de Fútbol Playa
- Copa Africana de Naciones de Fútbol Playa
- Campeonato de Fútbol Playa de Concacaf
- Copa América de Fútbol Playa
- Copa de las Naciones de la OFC de Fútbol Playa
- Clasificación de UEFA para la Copa Mundial de Fútbol Playa FIFA
- Euro Beach Soccer League
- Euro Beach Soccer Cup
- Copa Intercontinental de Fútbol Playa
- Mundialito de Fútbol Playa
- Múltiples torneos de exhibición del BSWW Tour por año
- Copa Persa de Fútbol Playa
- Mundialito de Clubes de Fútbol Playa
- Copa Europea de Fútbol Playa
- Americas Winners Cup
- Euro Winners Cup Femenina
- America Winners Cup Femenina

Solo afiliación:
- Juegos Mundiales de Playa
- Fútbol playa en los Juegos Europeos
- Fútbol playa en los Juegos Asiáticos de Playa
- Fútbol playa en los Juegos Mediterráneos de Playa
- Fútbol playa en los Juegos Africanos de Playa
- Fútbol playa en los Juegos Suramericanos de Playa